# Joaquim Neves
Joaquim da Silva Neves (Santo Tirso, 24 dicembre 1970) è un ex calciatore portoghese, di ruolo difensore.

## Palmarès

### Club

#### Competizioni nazionali
- Campionato portoghese: 3

Porto: 1991-1992, 1992-1993, 1997-1998
- Coppa del Portogallo: 1

Porto: 1997-1998
- Supercoppa di Portogallo: 1

Porto: 1991